# Washington Mutual
Washington Mutual (alm. fork. WaMu) var USAs største sparekasse (Engelsk: savings and loan association). Selvom den hedder mutual (gensidigt selskab=kundeejet) ophørte dette i 1983, da den blev omdannet til aktieselskab og dens aktier handlet på New Yorks Fondsbørs.
Den blev oprettet i 1889 i Seattle og havde pr. 30. juni 2008 i alt 2.239 filialer og mere end 43.000 ansatte. De samlede bogførte værdier udgjorde 309,7 mia. US $ (ca. 1.500 mia.d.kr), hvoraf indlån udgjorde 188 mia US$. (957 mia. d. kr). Den 25.-26. september 2008 blev den overtaget af JP Morgan for 1,9 milliarder dollar (knap 9,7 mia. d.kr). Det er det største bankkollaps i USA's historie.
Den 17. september 2008 blev det meddelt, at Washington Mutual havde sat sig selv til salg, samt at Goldman Sachs et par dage tidligere havde indledt en indhentning af tilbud som del af en auktion . Den 25. september 2008 meddelte US Office of Thrift Supervision (OTS), at de statslige myndigheder havde overtaget Washington Mutual og ville sælge de fortsat funktionelle dele af aktiviteterne til JPMorgan Chase . Washington Mutuals kollaps er den største bankkollaps i USAs historie. JPMorgan Chase, der er USAs næststørste pengeinstitut har efterfølgende meddelt at de har overtaget hovedparten af Washington Mutuals aktiviteter for et symbolsk beløb på 1,9 mia. US$.

## Norske tab
Den såkaldte norske oliefond Statens pensjonsfond utland, Europas næststørste pensionsfond, havde pr. 1. januar 2008 værdipapirer i Washington Mutual for over NOK 8 mia. (ca. US$ 1,3 mia), men det aktuelle omfang er ukendt og dermed også omfang af tabet .